# Henrich Focke

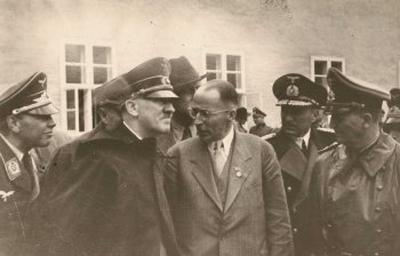
Henrich Focke (rechts) mit Adolf Hitler (links)

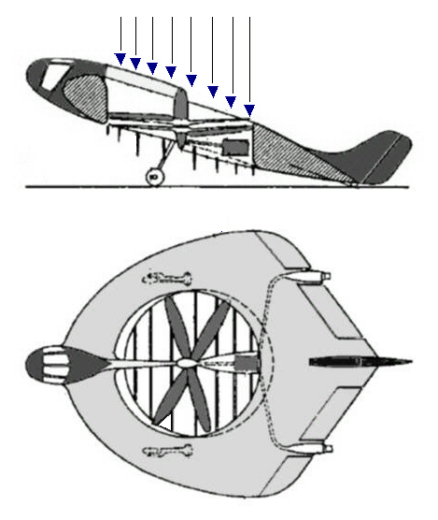
Focke-Rochen

Henrich Focke (* 8. Oktober 1890 in Bremen; † 25. Februar 1979 ebenda) war ein deutscher Maschinenbauingenieur und Unternehmer, der als Flugzeug-Konstrukteur und Hubschrauberpionier Bedeutung erlangte. Er gründete 1924 die Focke-Wulf-Flugzeugbau AG in Bremen und 1937 die Focke, Achgelis & Co. GmbH in Hoykenkamp (Ganderkesee). Sein älterer Bruder Wilhelm Focke war ebenfalls ein Luftfahrtpionier.

## Leben

### Herkunft und Jugendjahre
Henrich Focke war ein Sohn des Senatssyndicus Johann Focke (1848–1922) und dessen Ehefrau Louise Focke geb. Stamer. Sein Vater war der Gründer des Focke-Museums in Bremen. Seine Leistungen in Mathematik waren sowohl in der Volksschule als auch auf dem humanistischen Gymnasium zunächst mäßig:

„Ich bin von Natur kein Mathematiker; sichere und breite mathematische Kenntnisse zu haben, insbesondere auf dem Gebiet der höheren Mathematik, habe ich erst auf der Technischen Hochschule als absolut notwendig erkannt. Dort habe ich sie mir mit Aufwendung aller Energie aneignen müssen.“

Fockes Charakter war bis ins hohe Alter von einem ruhelosen Forscherdrang und einer Faszination für die technische Machbarkeit der Fliegerei gekennzeichnet. Er begann 1908 ein Maschinenbau-Studium an der Technischen Hochschule Hannover, das er kriegsbedingt erst 1920 mit der Diplom-Hauptprüfung abschließen konnte. Von 1908 bis 1921 baute er mit Georg Wulf und anderen mehrere Flugzeuge. 
1914 meldete er sich als Kriegsfreiwilliger, wurde jedoch wegen einer Herzerkrankung zunächst nicht eingezogen. Erst im Herbst 1914 wurde er zum Dienst im Infanterie-Regiment „Bremen“ (1. Hanseatisches) Nr. 75 verpflichtet. Bereits im Frühjahr 1915 wurde er mit Unterstützung eines Freundes zur Fliegertruppe versetzt.

### Ingenieurtätigkeit bis Ende 1945

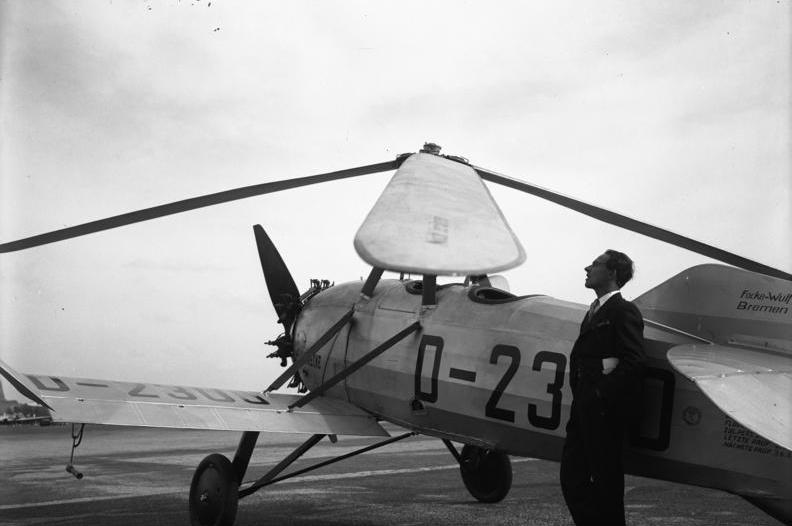
Tragschrauber C.19 von 1932, in Lizenz von Cierva bei Focke-Wulf nachgebaut

Zusammen mit Georg Wulf und Werner Naumann gründete er 1924 die Bremer Flugzeugwerke, die noch im selben Jahr als Focke-Wulf AG in eine Aktiengesellschaft umgewandelt wurden. Bis 1933 entstanden 29 verschiedene Flugzeugmuster, von denen insgesamt etwa 140 Flugzeuge gebaut wurden. Darunter war die A 19 Ente (auch „Focke-Ente“ genannt), ein Entenflugzeug, das auf ein Patent aus dem Jahr 1908 zurückging, an dem auch sein Bruder Wilhelm Focke beteiligt war. Mit einem der beiden gebauten Exemplare verunglückte sein Partner Georg Wulf 1927 tödlich. Die Entenform hatte alle drei wegen der Überziehsicherheit lange Zeit beschäftigt.
Nach der Fusion von Focke-Wulf mit den Albatros Flugzeugwerken (1931) begann Henrich Focke auf dem Gebiet der Drehflügler zu arbeiten. Zunächst sammelte er Erfahrungen beim Betrieb und Bau von Cierva-Tragschraubern C.19 und C.30, für die das Unternehmen Lizenzen erworben hatte. Ein Tragschrauber muss, ähnlich dem Flächenflugzeug, erst Fahrt aufnehmen, um Auftrieb zu erzeugen. Das System der Tragschrauber, bei dem der Rotor vom Fahrtwind durch Autorotation in Bewegung gesetzt wird, überzeugte ihn jedoch nicht. 
Im Jahre 1931 ernannte der Senat der Stadt Bremen Henrich Focke zum Professor. Er hielt in der Folgezeit Vorlesungen an der Technischen Staatslehranstalten Bremen. 1933 schied Focke auf äußeren Druck aus der Leitung der von ihm gegründeten Focke-Wulf AG aus, durfte aber den Bau von Drehflüglern weiter verfolgen. Als Ergebnis konnte am 26. Juni 1936 in Bremen der erste wirklich leistungsfähige Hubschrauber erstmals abheben, die Fw 61. Dieses Fluggerät konnte im Gegensatz zum Tragschrauber senkrecht starten und landen. Die Leitung der Focke-Wulf AG erkannte die Entwicklungsmöglichkeiten des Konzepts jedoch nicht. Stattdessen wurde Focke auf Betreiben Kurt Tanks im Mai 1933 als Firmenchef abgesetzt und zog sich schließlich ganz aus dem Unternehmen zurück. Stattdessen gründete Focke 1937 zusammen mit dem Kunstflugweltmeister Gerd Achgelis das Unternehmen Focke-Achgelis in Hoykenkamp (Ganderkesee). Schon vor Kriegsbeginn wurde dort auch an der Entwicklung und dem Bau des Lastenhubschraubers Fa 223 „Drache“ gearbeitet, von dem auch eine zivile Ausführung mit der Bezeichnung Fa 266 geplant war. 1944 wurde das Unternehmen schließlich mit der Weser-Flugzeugbau GmbH vereinigt.

### Nach 1945
Nach dem Zweiten Weltkrieg wurde Focke von 1945 bis 1948 als Kriegsgefangener in Frankreich zwangsverpflichtet. Er war bei der staatlichen SNCASE in Paris beratender Ingenieur beim Nachbau der Fa 223, der unter der Bezeichnung S.E. 3000 lief. Gleichzeitig baute er die einrotorige S.E. 3101, den Vorläufer der Alouette. 

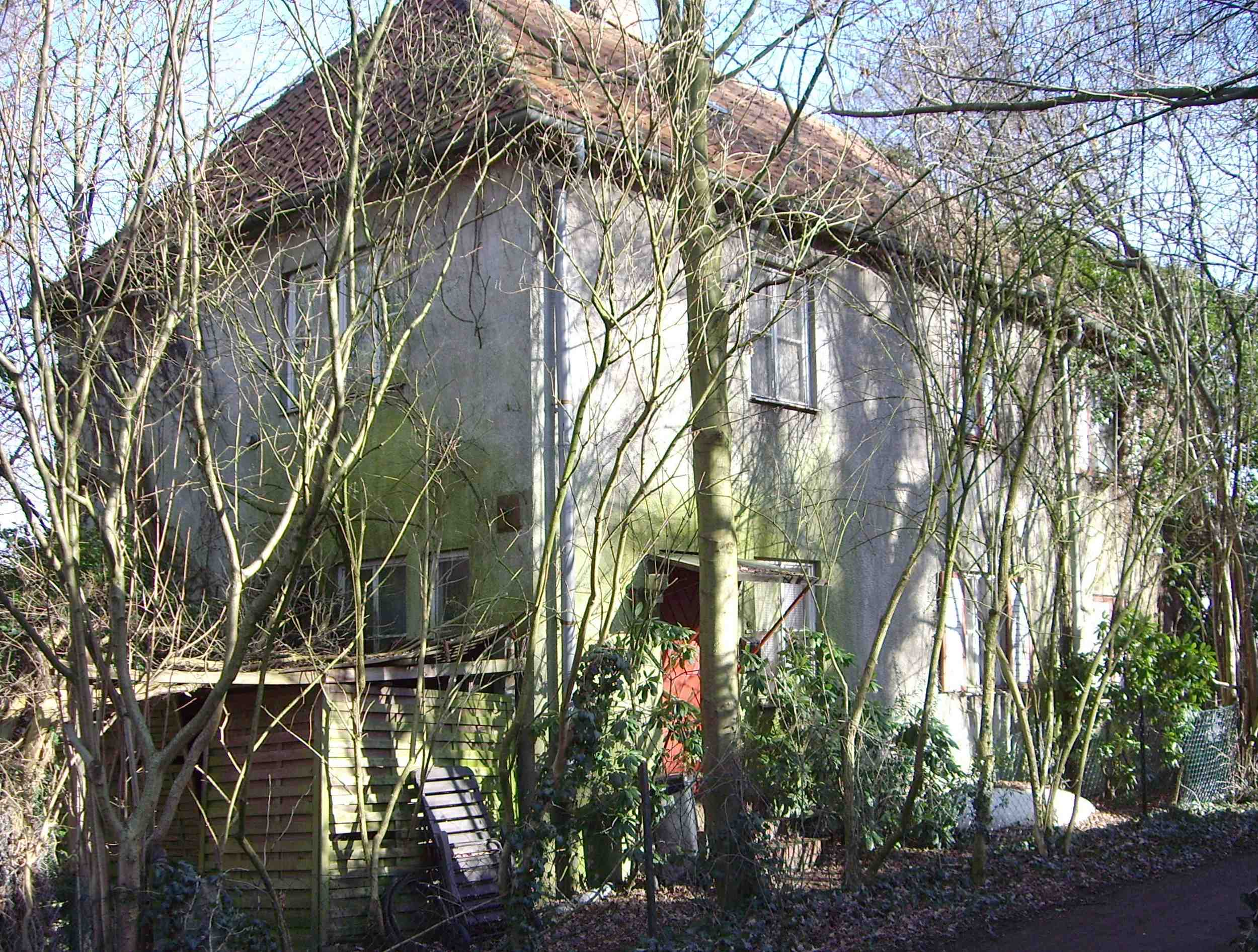
Wohnhaus von Focke nach der „Methode Messerschmitt“

Um 1948 eröffnete Focke ein Ingenieurbüro in Bremen. Da Flugzeugbau seitens der Alliierten in Deutschland nicht gestattet war, übertrug er seine Erfahrungen aus dem Flugzeugbau auf Schiffe, Boote und Bauwerke. Focke baute 1949 in Horn-Lehe sein Wohnhaus, eines der letzten noch erhaltenen Messerschmitt-Leichtbauhäuser in Deutschland. Von 1948 bis 1958 war er als technischer Berater im Hubschrauberbau für das britische Luftfahrtministerium tätig, 1950 war er Konstrukteur bei den Nordwestdeutschen Fahrzeugwerken (NWF) in Wilhelmshaven. Er entwickelte 1951 in Amsterdam den Convertiplan, einen vier-rotorigen Senkrechtstarter. Von 1952 bis 1956 war er mit der Entwicklung und dem Bau des zweisitzigen Leichthubschraubers Beija-Flôr (deutsch Kolibri) in Brasilien tätig. Diese Tätigkeit mündete schließlich in die Gründung des mittlerweile weltweit viertgrößten Flugzeugherstellers, der brasilianischen Embraer. Focke kehrte 1956 aus Brasilien nach Bremen zurück. 
Henrich Focke erhielt 1957 ein Patent auf den Focke Rochen, einen ringförmigen Nurflügler mit zentralem Rotor, dessen Entwicklung bereits 1944 begonnen hatte. Bei den Borgward Automobilwerken in Bremen folgte dann die Entwicklung eines weiteren, Kolibri genannten Hubschraubers, wobei Focke sich auf die in Brasilien gewonnenen Erfahrungen stützen konnte. Der Erstflug fand 1958 statt. Wegen des Borgward-Konkurses im Jahr 1961 musste die Entwicklung abgebrochen werden.

### Focke im Rentenalter
Um 1960 baute der inzwischen siebzigjährige Focke in Bremens Innenstadt mit eigenen Mitteln in einem Hinterhofschuppen einen Windkanal, um mit seiner Hilfe die Flugeigenschaften von Hubschraubern zu verbessern. Hier erforschte er auch andere Probleme der Aerodynamik, unter anderem beim Langsamflug auftretende Strömungphänomene und die Nachstrompropulsion. Der Focke-Windkanal wurde erst 1997 wiederentdeckt und bildet heute das Kernstück eines kleinen Museums.
Bis 1965 war Focke als beratender Ingenieur bei den Vereinigten Flugtechnischen Werken (VFW) in Bremen und beim Deutschen Zentrum für Luft- und Raumfahrt tätig. Am 25. Februar 1979 starb er in Bremen, hoch geehrt und vielfach ausgezeichnet. Sein Grab befindet sich auf dem Riensberger Friedhof.

## Ehrungen
Unvollständige Liste
- Wehrwirtschaftsführer
- Großes Bundesverdienstkreuz (19. September 1960)[6]

## TV-Dokumentation
- Eike Besuden: Die Focke Brüder. Radio Bremen 2009[7] online